# مانی هریس
مانی هریس (انگلیسی: Manny Harris؛ زادهٔ ۲۱ سپتامبر ۱۹۸۹) بازیکن بسکتبال اهل ایالات متحده آمریکا است.
از باشگاه‌هایی که در آن بازی کرده‌است می‌توان به کلیولند کاوالیرز و لس آنجلس لیکرز اشاره کرد.